# Milý
Milý település Csehországban, Rakovníki járásban. Milý Žerotín, Kozojedy, Srbeč, Přerubenice, Kalivody, Bdín, Pozdeň, Bílichov és Kroučová településekkel határos. Lakosainak száma 218 fő (2024. január 1.).

## Népesség
A település lakosságának változását az alábbi diagram mutatja:
| Lakosok száma | 413  | 448  | 508  | 301  | 192  | 118  | 176  | 185  | 195  | 218  |
|               | 1869 | 1890 | 1921 | 1950 | 1980 | 2001 | 2017 | 2019 | 2022 | 2024 |